# Hy (기업)
hy(에치와이)는 서울특별시 서초구 잠원동에 본사를 둔 유제품 제조업체이다.

## 사업관계
유산균 음료인 야쿠르트를 발매하고 있으며, 이외에도 우유, 건강음료, 건강기능식품 등도 판매하고 있다. 유제품은 시중 매장에 취급하지 않고 프레시 매니저(속칭 야쿠르트 아줌마)를 통해 1:1 대인 판매를 하는 것이 특징이다.

## 프레시 매니저
프레시 매니저는 hy(에치와이)의 유제품을 전달, 판매하는 사람으로서 주로 30대 이상의 여성, 주부층 등을 중심으로 이루어져 있다. 1971년부터 첫 등장을 한 후로 현재까지도 이어져 오고 있으며, 유제품을 배달하거나 길거리에서 소비자와 1:1로 판매하는 역할을 한다.
주로 인적이 많은 길거리, 아파트 단지, 시중 마트 입구 등에서 만날 수 있으며, 주로 월요일부터 토요일까지 근무하고 일요일과 공휴일은 휴무한다. 최초로 요구르트 판매를 시작한 1971년 8월 당시 '프레시 매니저'는 47명이었으며, 8월말 첫 수금은 127만원이었다. 현재 13,000여명의 프레시 매니저가 전국에서 일하고 있다.
프레시 매니저는 일종의 개인사업자다.

## 주요 제품군
- 유제품
  - 발효유: 헬리코박터 윌 시리즈, 메치니코프, 야쿠르트 시리즈, 얼려먹는 야쿠르트, 슈퍼100 시리즈 등
  - 우유: 내츄럴플랜시리즈
  - 치즈: 끼리치즈

- 커피/디저트: 콜드브루 시리즈, 마켓오 디저트 등

- 야채과일: 하루과일 시리즈, 하루야채 시리즈 등

- 헬스푸드
  - 건기식: 브이푸드 시리즈, 야쿠르트 구미젤리, 쿠퍼스, 여성갱년기 솔루션, 미스다이어트 등
  - 홍삼: 한진생 발효홍삼, 한진생 홍삼 등
  - 건강식품: 흑마늘진, 석류진, 황제어력 등

- 주문요리

## 연혁
- 1969년 11월: 한국야쿠르트유업으로 설립
- 1970년 9월: 일본 야쿠르트 혼샤와 합작계약 체결
- 1970년 12월: 낙농물가공처리사업을 위한 외국인투자 및 기술도입 인가
- 1971년 7월: 안양공장 준공, 한국야쿠르트유업으로 등기상 설립
- 1972년 5월: 외국인 투자기업 등록
- 1976년 8월: 일본야쿠르트와 기술제휴 종료
- 1978년 9월: 평택종합공장 준공
- 1985년 6월: 논산공장 준공
- 1985년 11월: 김해공장 준공
- 1995년 3월: 천안공장 준공
- 1996년 3월: 상호명을 한국야쿠르트유업에서 한국야쿠르트로 변경과 동시에 본사를 서울특별시 서초구 강남대로 577 (잠원동)로 이전
- 1997년 1월: 비락음료사업부문의 사업권 양수
- 1997년 5월: 수차에 걸쳐 자본금을 10,000백만원으로 증자
- 1998년 11월: 비락발효유 음료공장 인수
- 1998년 12월: 자본금을 50,000백만원으로 증자
- 2011년 4월: 대세 흡수합병, 사업목적에 건강기능식품판매업, 건강기능식품 유통전문판매업 등을 추가
- 2012년 1월: 팔도에 매각
- 2012년 6월: 위해요소중점관리기준(HACCP) 적용작업장 지정 확인 (평택·논산·양산공장)
- 2013년 1월: 제이투자개발을 합병
- 2020년 6월: E스포츠 프로게임단 브리온 블레이드 네이밍 파트너쉽 체결
- 2021년 3월: 상호명을 한국야쿠르트에서 Hy로 변경

## 외주
1. ↑  김효진 (2015년 1월 14일). “‘야쿠르트 아줌마’는 그냥 아줌마가 아니다.”. 한겨레신문. 2018년 8월 9일에 확인함.

## 같이 보기
- 야쿠르트 혼샤
- 서울우유협동조합